# The Night Manager

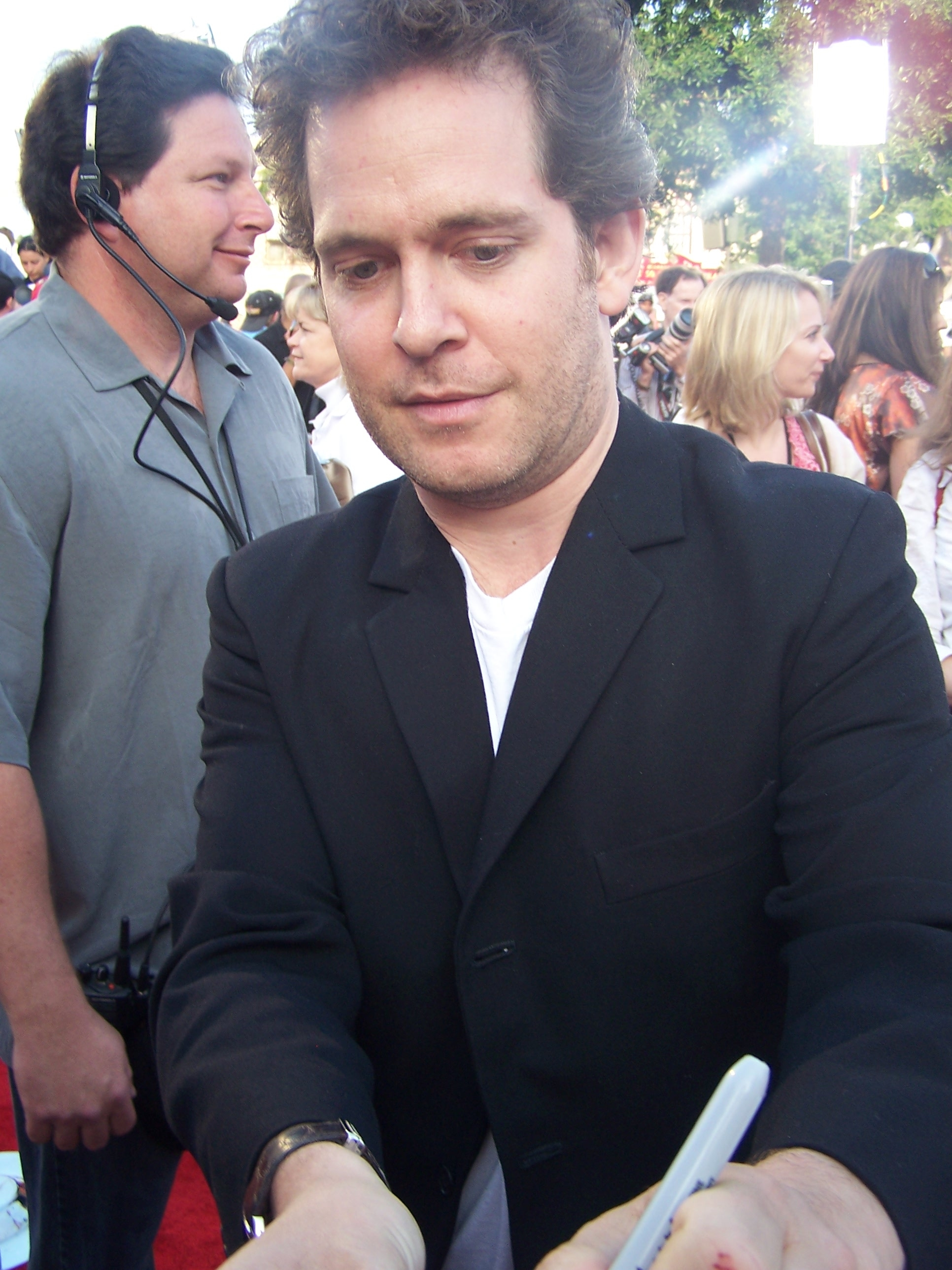
Tom Hollander interpreta al Mayor Lance Corkoran, "Corky".

The Night Manager (en español: El infiltrado) es una miniserie de televisión británico-estadounidense transmitida del 21 de febrero de 2016 hasta el 27 de marzo del 2016 por medio de la cadena británica BBC One. Su estreno en Estados Unidos fue el 19 de abril del 2016 en el canal AMC. 
La miniserie está basada en la novela homónima de John le Carré, que trata sobre el gerente de un hotel europeo y exsoldado que es reclutado por agentes de la inteligencia para infiltrarse en una red de distribución internacional de armas.

## Historia
El exsoldado británico Jonathan Pine es reclutado por Burr, una agente de inteligencia. Su tarea es adentrarse en Whitehall y Washington D. C., donde existe una alianza entre miembros de inteligencia y comerciantes de armas secretas. 
Pine debe infiltrarse como Andrew Birch en el círculo íntimo del traficante de armas Richard Onslow Roper, ganándose la confianza de la novia de Roper, Jed, y la de su socio Corcoran.

## Episodios
| N.º | Título      | Fecha de emisión      | Espectadores en el Reino Unido (en millones) |
| --- | ----------- | --------------------- | -------------------------------------------- |
| 1   | «Episode 1» | 21 de febrero de 2016 | 10.18                                        |
| 2   | «Episode 2» | 21 de febrero de 2016 | 10.19                                        |
| 3   | «Episode 3» | 6 de marzo de 2016    | 9.74                                         |
| 4   | «Episode 4» | 13 de marzo de 2016   | 9.61                                         |
| 5   | «Episode 5» | 20 de marzo de 2016   | 9.67                                         |
| 6   | «Episode 6» | 27 de marzo de 2016   | 9.90                                         |

## Personajes

### Personajes principales
| Actor             | Personaje                     | Ocupación              | Episodios |
| ----------------- | ----------------------------- | ---------------------- | --------- |
| Tom Hiddleston    | Jonathan Pine                 | Exsoldado / Gerente    | 6         |
| Hugh Laurie       | Richard "Dickie" Onslow Roper | Traficante de armas    | 6         |
| Elizabeth Debicki | Jed Marshall                  | Novia de Roper         | 6         |
| Olivia Colman     | Angela Burr                   | Agente de Inteligencia | 6         |

### Personajes recurrentes
| Actor               | Personaje                   | Ocupación                        | Episodios |
| ------------------- | --------------------------- | -------------------------------- | --------- |
| Alistair Petrie     | Sandy Langbourne            | Empleado de Richard              | 6         |
| Michael Nardone     | Frisky                      | Guardia de Richard               | 6         |
| Hovik Keuchkerian   | Tabby                       | Guardia de Richard               | 6         |
| David Harewood      | Joel Steadman               | Agente americano                 | 5         |
| Tobias Menzies      | Geoffrey "Halo" Dromgoole   | Agente británico                 | 5         |
| Neil Morrissey      | Harry Palfrey               | Agente del MI6                   | 5         |
| Douglas Hodge       | Rex Mayhew                  | Agente británico                 | 5         |
| Adeel Akhtar        | Rob Singhal                 | Agente                           | 5         |
| Tom Hollander       | Maj. Lance "Corky" Corkoran | Criminal y socio de Roper        | 5         |
| Natasha Little      | Caroline "Caro" Langbourne  | Esposa de Sandy                  | 4         |
| Jonathan Aris       | Raymond "Felix" Galt        | Agente británico                 | 4         |
| Katherine Kelly     | Pamela                      | Secretaria permanente            | 4         |
| Antonio de la Torre | Juan Apóstol                | Asociado de Richard              | 4         |
| Noah Jupe           | Daniel "Dany" Roper         | Hijo de Richard                  | 3         |
| Nasser Memarzia     | Omar Barghati               | Criminal de ElCairo              | 3         |
| Amir El-Masry       | Youssuf                     | Chef del hotel "Nefertiti"       | 2         |
| David Avery         | Freddie Hamid               | Empresario y criminal de ElCairo | 2         |
| Gabriel Andreu      | Hector Jiménez              | -                                | 2         |
| Marta Torné         | Mercedes                    | Esposa de Juan                   | 2         |
| Aure Atika          | Sophie Alekan               | Amante de Freddie                | 2         |
| Alice Bier Zanden   | Niñera                      | Niñera de los Langbourne         | 2         |
| Bijan Daneshmand    | Kouyami                     | Criminal de ElCairo              | 1         |
| Russell Tovey       | Simon Ogilvey               | Agente británico                 | 1         |
| Tábata Cerezo       | Elena Apostol               | Hija de Juan                     | 1         |

## Premios y nominaciones
| Año  | Categoría                                                                           | Premio                  | Nominado (a)                      | Resultado |
| ---- | ----------------------------------------------------------------------------------- | ----------------------- | --------------------------------- | --------- |
| 2017 | Best Presentation on Television                                                     | Saturn Award            | The Night Manager                 | Nominada  |
| 2017 | Best Performance by an Actor in a Limited Series Made for Television                | Golden Globe Award      | Tom Hiddleston                    | Ganador   |
| 2017 | Best Performance by an Actor in a Supporting Role in a Limited Series Made for TV   | Golden Globe Award      | Hugh Laurie                       | Ganador   |
| 2017 | Best Performance by an Actress in a Supporting Role in a Limited Series Made for TV | Golden Globe Award      | Olivia Colman                     | Ganador   |
| 2017 | Best Limited Series or Motion Picture Made for Television                           | Golden Globe Award      | The Night Manager                 | Nominado  |
| 2016 | Best Actor in a Movie Made for Television or Limited Series                         | Critics Choice TV Award | Tom Hiddleston                    | Nominado  |
| 2016 | Best Actress in a Movie Made for Television or Limited Series                       | Critics Choice TV Award | Olivia Colman                     | Nominada  |
| 2016 | Best Supporting Actress in a Movie Made for Television or Limited Series            | Critics Choice TV Award | Elizabeth Debicki                 | Nominada  |
| 2016 | Best Supporting Actor in a Movie Made for Television or Limited Series              | Critics Choice TV Award | Hugh Laurie                       | Nominado  |
| 2016 | Best Movie/Miniseries                                                               | Critics Choice TV Award | The Night Manager                 | Nominado  |
| 2016 | Outstanding Lead Actor In A Limited Series Or Movie                                 | Emmy Award              | Tom Hiddleston                    | Nominado  |
| 2016 | Outstanding Supporting Actor In A Limited Series Or Movie                           | Emmy Award              | Hugh Laurie                       | Nominado  |
| 2016 | Outstanding Supporting Actress In A Limited Series Or Movie                         | Emmy Award              | Olivia Colman                     | Nominada  |
| 2016 | Outstanding Limited Series                                                          | Emmy Award              | The Night Manager                 | Nominado  |
| 2016 | Outstanding Directing For A Limited Series, Movie Or Dramatic Special               | Emmy Award              | Susanne Bier                      | Ganador   |
| 2016 | Outstanding Writing For A Limited Series, Movie Or Dramatic Special                 | Emmy Award              | David Farr                        | Nominado  |
| 2016 | Outstanding Casting For A Limited Series, Movie Or Special                          | Emmy Award              | Jina Jay                          | Nominada  |
| 2016 | Outstanding Main Title Design                                                       | Emmy Award              | Jeff Han, Paul Kim y Raoul Marks  | Nominados |
| 2016 | Outstanding Music Composition For A Limited Series, Movie Or Special                | Emmy Award              | Victor Reyes                      | Ganador   |
| 2016 | Outstanding Original Main Title Theme Music                                         | Emmy Award              | Victor Reyes                      | Nominado  |
| 2016 | Outstanding Sound Editing For A Limited Series, Movie Or Special                    | Emmy Award              | Adam Armitage, Howard Bargroff... | Nominados |
| 2016 | Outstanding Sound Mixing For A Comedy Or Drama Series (One Hour)                    | Emmy Award              | Howard Bargroff y Aitor Bernguer  | Nominados |
| 2016 | Best Actor                                                                          | TV Choice Award         | Tom Hiddleston                    | Ganador   |
| 2016 | Best New Series                                                                     | TV Choice Award         | The Night Manager                 | Nominado  |

## Producción
En enero del 2015 se anunció que la serie sería coproducida por la BBC, la AMC y por The Ink Factory. Está basada en la obra The Night Manager, de John le Carré, y cuenta con el apoyo en el guion de David Farr.
La miniserie es dirigida por Susanne Bier, apoyada por el productor Rob Bullock. 
Los rodajes comenzaron en la primavera del 2015 en Londres, Inglaterra y en Blackpool Mill Cottage, Hartland Abbey Estate, Hartland, Devon del Reino Unido. Otras locaciones utilizadas son Marrakech en Marruecos; Zermatt, Kanton Wallis, en Suiza y en Mallorca, Islas Baleares, en España.
El autor John le Carré apareció durante el cuarto episodio de la serie.
La serie ha sido muy bien recibida por los críticos y las audiencias.

### Emisión en otros países
La serie ha sido vendida exitosamente por la IMG a 180 países.
| País           | Título            | Cadena (as) | Fecha de inicio       | Fecha de finalización |
| -------------- | ----------------- | ----------- | --------------------- | --------------------- |
| Australia      | -                 | BBC First   | 20 de marzo de 2016   | -                     |
| España         | El infiltrado     | AMC España  | 24 de febrero de 2016 | -                     |
| Irlanda        | The Night Manager | RTÉ         | 29 de agosto de 2016  | -                     |
| Estados Unidos | The Night Manager | AMC         | 19 de abril de 2016   | -                     |
| Japón          | -                 | -           | 2016                  | -                     |
| Nueva Zelanda  | The Night Manager | TV3         | 28 de febrero de 2016 | -                     |
| Países Bajos   | -                 | -           | 25 de febrero de 2016 | -                     |
| Reino Unido    | The Night Manager | BBC One     | 21 de febrero de 2016 | -                     |